# Саша Імприч
Саша Імприч (9 січня 1986) — хорватський плавець.
Учасник Олімпійських Ігор 2004, 2008 років.